# Сартори, Огюст
Огю́ст Теодо́р Сартори́ (фр. Auguste Théodore Sartory; 22 мая 1881 — 2 декабря 1950) — французский миколог и бактериолог, декан Страсбургской высшей школы фармации с 1936 года, профессор Страсбургского университета с 1947 года.

## Биография
Родился 22 мая 1881 года в Лиможе. Учился в Страсбургской высшей школе фармации и в Сорбонне, последовательно получил диплом фармацевта, степень лиценциата естественных наук и доктора естественных наук. С 1904 года работал ассистентом по криптогамическим организмам на факультете фармации Парижского университета.
С 1913 года читал курс химической фармации в Высшей школе фармации Нанси, с 1914 года — также курсы гидробиологии и микробиологии.
В 1919 году Сартори был назначен профессором бактериологии и криптогамии Высшей школы фармации Страсбургского университета. В 1936 году стал деканом Высшей школы.
С 1947 года являлся профессором микробиологии и фармации в Париже.
Скончался 2 декабря 1950 года.
Занимался исследованиями микроскопических грибов, вёл активную переписку с Жоржем Бенье. Командор ордена Почётного легиона.

## Некоторые научные работы
- Sartory A. Les empoisonnements par les champignons. — Paris, 1913. — 53 p.
- Sartory A. Les champignons vénéneux études historique, botanique et toxicologique. — Nancy, 1914. — 379 p.
- Sartory A. Guide pratique des principales manipulations de mycologie parasitaire. — Paris, 1917. — 341 p.
- Sartory A., Maire L. Synopsis du genre Tricholoma. — Saint-Nicolas-de-Port, 1918. — 158 p.
- Sartory A., Maire L. Synopsis du genre Collybia. — Saint-Nicolas-de-Port, 1918. — 226 p.
- Sartory A., Maire L. Interprétation des planches de J. Bolton. — Paris, 1919. — 116 p.
- Sartory A., Maire L. Les champignons vénéneux. — Paris, 1921. — 251 p.
- Sartory A., Maire L. Synopsis du genre Inocybe. — Strasbourg, 1923. — 246 p.
- Sartory A., Bailly A. Les mycoses pulmonaires. — Paris, 1923. — 335 p.
- Sartory A., Maire L. Les Bolets. — Paris, 1931. — 2 fasc. — 512 p.

## Роды и некоторые виды грибов, названные именем О. Сартори
- Sartorya Vuill., 1927, nom. illeg. ≡ Neosartorya Malloch & Cain, 1972 — Aspergillus P.Micheli ex Haller, 1768 — род назван в честь братьев Огюста и Рене Сартори.
- Aspergillus sartoryi Syd., 1913